# Luigi Maglione
Luigi Maglione (ur. 2 marca 1877 w Casorii, zm. 22 sierpnia 1944 w Casorii) – włoski duchowny katolicki, dyplomata, Sekretarz Stanu Stolicy Apostolskiej, kardynał.

## Życiorys
Ukończył Collegio Capranica w Rzymie, a także Uniwersytet Gregoriański. Uzyskał tytuł doktora teologii i filozofii. Święcenia kapłańskie otrzymał 25 lipca 1901. Pracował duszpastersko w rodzinnej archidiecezji Neapol, po czym skierowany został na dalsze studia do Rzymu, gdzie również pracował duszpastersko do 1908 roku. W latach 1908–1918 był członkiem Sekretariatu Stanu. Od 1910 był prywatnym szambelanem Jego Świątobliwości, a od 1918 prałatem domowym. Był też tymczasowym reprezentantem papieża w Lidze Narodów i specjalnym wysłannikiem do Szwajcarii.
1 września 1920 otrzymał nominację na tytularnego arcybiskupa Cesarea di Palestina z jednoczesnym objęciem nuncjatury w Szwajcarii. Konsekracji dokonał kardynał Sekretarz Stanu Pietro Gasparri. Na tej samej ceremonii konsekrowany został również przyszły kardynał Francesco Marmaggi. 23 czerwca 1926 przeniesiony na urząd nuncjusza we Francji. Na konsystorzu z grudnia 1935 kreowany kardynałem prezbiterem Santa Pudenziana. W 1938 został prefektem Świętej Kongregacji Soboru Trydenckiego. Brał udział w konklawe 1939. Nowy papież Pius XII wyznaczył go na Sekretarza Stanu, który to urząd pełnił do swej śmierci. Po nim urząd ten wakował, gdyż papież sam kierował dyplomacją przez resztę swego pontyfikatu. Nowego Sekretarza Stanu mianował dopiero Jan XXIII.